# Crazyhead
Crazyhead (previamente anunciado como Crazy Face) es una serie de televisión británica de comedia de terror creada por Howard Overman quién además sirvió como productor ejecutivo en la serie con su compañía Urban Myth Films. 
Las seis partes se estrenaron en E4 el 19 de octubre de 2016 en el Reino Unido, e internacionalmente se puede encontrar en Netflix desde el 16 de diciembre de 2016. La serie fue filmada en Bristol y es una coproducción con Channel 4 y Netflix.

## Elenco

### Principales
- Cara Theobold como Amy.[2]
- Susan Wokoma como Raquel Francis.[2]
- Arinze Kene como Tyler.[2]
- Lewis Reeves como Jake.[2]
- Riann Steele como Suzanne.[2]
- Luke Allen-Gale como Sawyer.
- Charlie Archer como Harry.
- Tony Curran como Callum.[2]

### Recurrentes
- Lu Corfield como Mercy.[2]
- Billy Seymour como Dylan.

## Doblaje al español
| Actor original  | Personaje | Actor de doblaje (España) |
| --------------- | --------- | ------------------------- |
| Cara Theobold   | Amy       | María Luisa Marciel       |
| Susan Wokoma    | Raquel    | Desiree Álvarez           |
| Tony Curran     | Callum    | Luis Fernando Ríos        |
| Arinzé Kene     | Tyler     | Fernando Cordero          |
| Lewis Reeves    | Jake      | Juan Antonio Soler        |
| Riann Steele    | Suzanne   | Silvia Sarmentera         |
| Charlie Archer  | Harry     | Álvaro Ramos              |
| Lu Corfield     | Mercy     | Raquel Cubillo            |
| Luke Allen-Gale | Sawyer    | Borja Fernández           |

## Recepción
El espectáculo ha recibido críticas generalmente positivas. The Guardian describió el espectáculo como "inquietante y excelente", así como "efervescente y divertido". También elogiaron el doble acto de Cara Theobald y Susan Wokoma. The Telegraph describió el espectáculo como "brillante, con garra y genuinamente divertida".